# Cantharellus tomentosus
Cantharellus tomentosus é uma espécie de fungo pertencente à família Cantharellaceae.